# 歐巴達丹蒂佛塔
歐巴達丹蒂佛塔位於緬甸首都奈比多，於2006年開始建造，完工於2009年。佛塔高99米（325英尺），其外觀設計與原首都仰光的著名地標仰光大金寺幾乎相同，可視為是其複製品，內部牆上繪有一系列巨型壁畫，描繪佛陀一生的重大事跡以及緬族國王的日常生活。

## 圖集

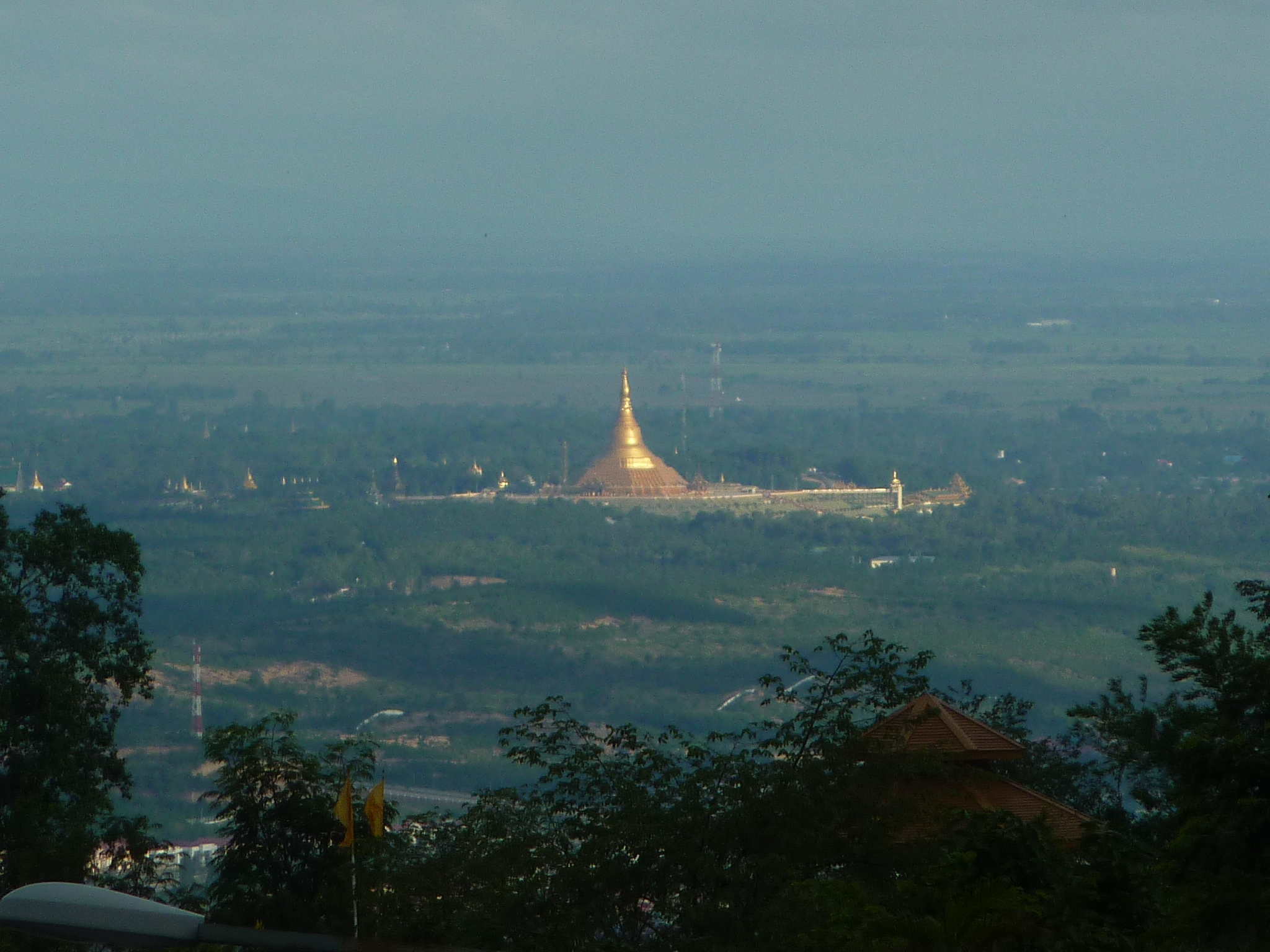
遠景
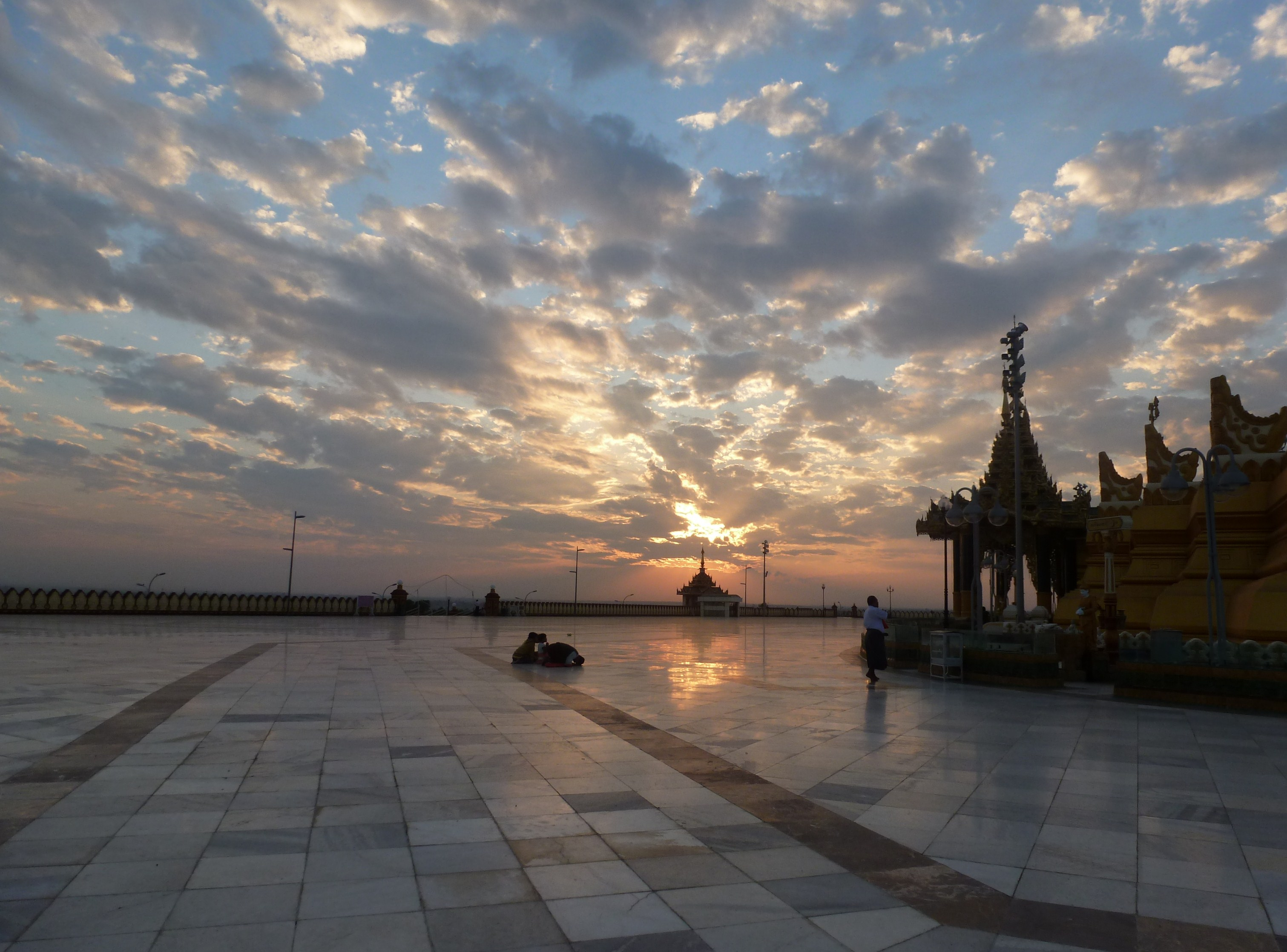
日出